# Regulação da mídia
Regulação da mídia é a forma que um governo tem, por meio de instrumentos legais, para regular os direitos, os deveres e as regras deontológicas referentes ao exercício da liberdade de imprensa em seus territórios. A regulamentação da mídia varia em graus diversos de limitações à liberdade de imprensa conforme a época, os regimes políticos, bem como entre os países, havendo aqueles em que há maior ou menor liberdade de expressão, de manifestação do pensamento ou de propriedade de meios de comunicação de massa.
Assim é que a Inglaterra, após um escândalo em que jornais foram envolvidos em casos de escutas ilegais, levaram à regulamentação dos jornais, criando uma polêmica no país; na Venezuela os veículos privados sofreram restrições, enquanto os defensores do regime argumentam que ampliaram as redes de informação comunitárias; nos Estados Unidos há uma agência que promove a concessão de licenças e, não existindo uma lei específica sobre o tema, entretanto há restrições de caráter econômico como a que proíbe um proprietário de emissora possuir um jornal numa mesma cidade e as ações da agência são acompanhadas periodicamente pelo Congresso.
Organizações internacionais fiscalizam a liberdade da mídia nos países, como o Observatório Global de Meios de Comunicação.

## Angola
Em Angola a Assembleia Nacional aprovou em 3 de Fevereiro de 2006 a nova lei de Imprensa que estabelece os princípios gerais orientadores da legislação relativa à comunicação social e regula as formas do exercício da liberdade de imprensa. Foi promulgada no dia 28 de abril de 2016.

## Brasil

### Período imperial
Historicamente o Brasil, assim como em 190 países filiados à ONU, desde a Independência teve legislação sobre os deveres e direitos concernentes ao direito de liberdade de imprensa; a primeira legislação veio do projeto de lei da Assembléia Constituinte e do Decreto de 22 de novembro de 1823 que iniciava o texto proclamado que a liberdade de imprensa é um dos pilares das soberanias constitucionais, mas qualquer abuso da mesma poderá construir problemas de anarquia e de guerra civil:
| “ | Considerando que, assim como a liberdade da imprensa é um dos mais firmes sustentaculos dos Governos Constitucionaes, tambem o abuso della os leva ao abysmo da guerra civil, e da anarchia. | ” |

#### Lei de Imprensa de 1830
Em 1830 a Assembleia Geral aprovou a lei de 20 de setembro de 1830 que regulamentou o parágrafo quarto do artigo 179 da Constituição brasileira de 1824 assegurando o direito de todos poderem comunicar os seus pensamentos, por palavras, escritos, e publicá-los pela imprensa sem dependência de censura, com tanto que hajam de responder, na forma da lei, pelos abusos que cometerem em exercício deste direito.

### Período republicano

#### Lei Adolfo Gordo
Tem essa denominação devido a seu relator no Senado, Adolfo Gordo, que resultou no decreto Nº 4.743, de 31 de outubro de 1923, que foi marco regulatório para assegurar a liberdade de imprensa e também coibir crimes de imprensa, entre os quais, legislou que o exercício do direito de resposta não inibirá o ofendido ou seu representante de promover a punição dos responsáveis pelas injurias ou calunias de que for vitima.

#### Constituição de 1946
Durante o período democrático regido pela Constituição brasileira de 1946 o Congresso Nacional aprovou a Lei Nº 2.083, de 12 de novembro de 1953, publicada no Diário Oficial da União em 13 de novembro de 1953. Essa lei, por sua vez, foi construída num período democrático e seu texto reflete essa ambiência democrática no assegurar que é livre a publicação e a circulação no território nacional de jornais e outros periódicos; proclamando que é livre a publicação e a circulação no território nacional de jornais e outros periódicos; só proibindo a publicação e circulação de jornais e outros periódicos quando clandestinos, isto é, sem editores, diretores ou redatores conhecidos, ou quando atentarem contra a moral e os bons costumes. E, definindo que a liberdade de imprensa não exclui a punição dos que praticarem abusos no seu exercício.

#### Regime militar
Durante a ditadura militar (1964-1985), foi instituída a Lei de Imprensa durante a vigência da Constituição de 1967. A lei vigorou até 30 de abril de 2009, quando não foi recepcionada pelo STF, a partir de uma arguição de descumprimento de preceito fundamental proposta pelo deputado federal Miro Teixeira. A corte considerou que a lei não foi recepcionada pela Constituição Federal de 1988, promulgada após o fim do regime de exceção, e acabou decidindo pela sua inconstitucionalidade.
A lei, criada para institucionalizar a regular a liberdade de expressão e consolidar o regime autoritário, servia para impor limites aos profissionais da área de forma que os jornalistas não pudessem atingir a honra e a intimidade da pessoa privada, eventuais litígios; mas não foi recepcionada. Assim, ficaram extintas as penas mais severas para jornalistas em casos de calúnia, injúria e difamação, dentre outras mudanças, mantendo apenas a prisão preventiva especial, caso possuam título de bacharel.[carece de fontes?]
O título de bacharel, para o exercício da profissão, com a revogação da lei, ficou abolido. A decisão segue jurisprudência já consolidada da Corte Interamericana de Direitos Humanos, de primar pela liberdade de expressão, como direito humano e direito fundamental de qualquer cidadão.[carece de fontes?]
O principal ponto contencioso na decisão do STF foi com relação ao direito de resposta, previsto e detalhado na Lei de Imprensa. Com a sua revogação, decisões a esse respeito passaram a depender de decisões judiciais, caso a caso, devidamente fundamentadas, como quaisquer outras, na Constituição Federal.[carece de fontes?]

## Canadá
O principal órgão de monitoramento e regulamentação do conteúdo de transmissão no Canadá é o Conselho Canadense de Padrões de Transmissão (em inglês, Canadian Broadcast Standards Council; em francês, Conseil Canadien de Normes de la Radiotélévision), uma associação de emissoras de rádio e televisão. A Comissão de Radiodifusão e Telecomunicações Canadenses (CRTC), embora também tenha o poder de regular o conteúdo das emissoras de rádio e televisão, intervém apenas em casos considerados graves e controversos.[carece de fontes?]

## Estados Unidos
Nos Estados Unidos, as questões econômicas são reguladas pela Federal Communications Commission, uma agência reguladora criada em 1934, cuja competência é a fiscalização de normas comerciais de radiofrequência, a atribuição de canais de rádio e TV, serviços de telefonia e TV por assinatura, porém, tem atuado em aspectos éticos e morais relacionados à mídia.

## Portugal
No Direito Português, a regra legal infraconstitucional que versa como lei de imprensa foi aprovada em 17 de dezembro de 1998 pela Assembleia da República; promulgada em 5 de Janeiro de 1999 e referendada no dia seguinte. A Lei portuguesa de imprensa também prever a regulação pela competência legal a cargo da Alta Autoridade para a Comunicação Social.

## Reino Unido
No Reino Unido, após escândalos envolvendo setores da mídia investigados no famoso inquérito Leveson que documentou que a imprensa "causou dificuldades reais e, algumas vezes, estragos na vida de pessoas inocentes, cujos direitos e liberdades foram desprezados" foi criado o Press Recognition Panel, entidade jurídica cuja finalidade é estabelecimento e incorporação de atividades relacionadas com o reconhecimento dos reguladores em conformidade com os temos da Royal Charter on self-regulation of the press e em 8 de setembro de 2014 foi criado o The Independent Press Standards Organisation (IPSO), Organização Independente de Padrões de Imprensa, o órgão tem o fim de ser regulador independente da indústria de jornais e revistas e existe para promover e manter os mais altos padrões profissionais de jornalismo no Reino Unido; para apoiar os membros do público em busca de reparação onde eles acreditam que o Código de Práticas de Editores foi violado. O Código dos Editores trata de questões como exatidão, invasão de privacidade, intrusão em sofrimento ou choque e assédio.